# Uroš Tripković
Uroš Tripković (serbisch-kyrillisch Урош Трипковић; * 11. September 1986 in Čačak, SR Serbien) ist ein serbischer Basketballspieler. Als Jugendlicher wechselte Tripković zum dominierenden serbischen Verein KK Partizan, mit dem er bis 2009 sieben serbische Meistertitel und dreimal die ABA-Liga gewann. Mit der serbischen Nationalmannschaft war er WM-Teilnehmer 2006 und wurde Vizeeuropameister 2009. Von 2009 bis 2012 spielte er in der spanischen Liga ACB, bevor er in die Türkiye Basketbol Ligi zu Fenerbahçe Ülker wechselte, mit denen er 2013 den türkischen Pokalwettbewerb gewann. Seit der Saison 2013/14 spielt er für den italienischen Erstligisten Vanoli Cremona.

## Karriere
Tripković lernte das Basketballspiel in seiner Geburtsstadt beim KK Borac Čačak, der auch schon Weltmeister und mehrfache Europapokalsieger wie Dragan Kićanović und Željko Obradović hervorgebracht hat. 2002 wechselte er als 16-Jähriger zum KK Partizan in die Hauptstadt Belgrad, wo die beiden vorgenannten bereits erfolgreich als Spieler, Trainer und/oder Sportdirektor tätig waren. Bereits in seiner ersten Saison mit dem dominierenden serbischen Verein wurde er in einzelnen Meisterschaftsspielen eingesetzt und konnte mit dem Verein bis 2009 die folgenden sieben Meisterschaften von Serbien und Montenegro beziehungsweise Serbien gewinnen. Zudem gewann er mit Partizan dreimal hintereinander die ABA-Liga von 2007 bis 2009. Mit der serbisch-montenegrinischen Juniorennationalmannschaft gewann er zusammen mit Luka Bogdanović, Vladimir Micov, Branislav Ratkovica, Novica Veličković und dem ebenfalls aus Čačak stammenden Tadija Dragićević 2005 bei der U20-Europameisterschaft eine Bronzemedaille und debütierte ein Jahr später in der Herren-Nationalmannschaft bei der WM-Endrunde 2006. Titelverteidiger Serbien und Montenegro enttäuschte jedoch bei dieser Endrunde und schied nach einer recht mäßigen Vorrunde, in der man drei von fünf Spielen verlor, gegen den späteren Weltmeister Spanien bereits im Achtelfinale aus. Drei Jahre später lief es besser, als eine deutlich verjüngte Nationalmannschaft bei der EM-Endrunde 2009 bis in das Finale einzog und dort ebenfalls dem Weltmeister aus Spanien unterlag, gegen den man im Auftaktspiel in der Vorrunde noch gewonnen hatte.
Nach der EM-Endrunde 2009 verließ Tripković sein Heimatland und spielte in der Saison 2009/10 für DKV Joventut aus Badalona in Katalonien. Nach dem Weggang des Toptalents Ricky Rubio und dem erfolgten Umbruch schwächelte die Mannschaft des Vereins jedoch in der Liga ACB und verpasste die Play-offs um die Meisterschaft. In den folgenden beiden Jahren spielte Tripković für Unicaja aus Málaga in Andalusien. Die Mannschaft erreichte auf dem achten Platz gerade noch die Play-offs der Saison 2010/11, in denen man in der ersten Runde dem FC Barcelona unterlag, die ungeschlagen in den Play-offs anschließend überlegen die Meisterschaft gewannen. In der folgenden Saison 2011/12, in der Tripković nach Verletzungsproblemen kein Spiel absolvierte und den Verein im Januar 2012 verließ, verpasste Unicaja gar auf dem neunten Platz den Einzug in die Meisterschaftsendrunde. Zu Beginn der Saison 2012/13 bekam Tripković einen neuen Vertrag beim Ligakonkurrenten Blancos de Rueda aus Valladolid, der die Klasse nur durch den Lizenzverzicht anderer Vereine gehalten hatte. Nach zwei Monaten wechselte Tripković im Dezember 2012 in die Türkiye Basketbol Ligi zu Fenerbahçe Ülker aus Istanbul, mit dem er zwar den türkischen Pokalwettbewerb gewann, doch bereits in den Viertelfinal-Play-offs um die Meisterschaft gegen Pınar Karşıyaka früh ausschied. Zur folgenden Saison übernahm ausgerechnet Željko Obradović die Geschicke als Trainer der Mannschaft, doch Tripković bekam keinen neuen Vertrag und schloss sich daraufhin Anfang November 2013 dem italienischen Erstligisten Vanoli aus Cremona in der Lega Basket Serie A an.